# Črna žolna
Črna žolna (znanstveno ime Dryocopus martius) je med evropskimi žolnami največja in je hkrati tudi med najbolj ogroženimi predstavniki svoje družine. Je vranje velikosti in je zelo vitka. Ima močan kljun, dolg vrat in belkasto črno perje. Samci imajo na glavi rdečo čepico, samice pa imajo rdeče samo zatilje. Maja ali junija zleže samica v gnezdo v podolgovatem duplu dva do osem debelih jajc, v povprečju štiri do šest.
Gnezdo izdolbe še v zdravo bukovo drevo in ga pusti par let, da se duplina utrdi, šele nato jo uporabi za gnezditev. Je ptica, ki ima najmanj štiri različne oblike glasovnega komuniciranja in z njimi nedvomno izraža svoj namen. Tako se na poseben način oglaša, ko sporoča, da je v svojem domu, ali pa, da je čas za paritev, za beg ali da grozi nevarnost.
Črna žolna se prehranjuje z žuželkami, ki jih najde v odmrlih drevesnih deblih, zelo rada stika predvsem za mravljami, ki so njena najbolj priljubljena hrana. Pri iskanju hrane z ostrim kljunom drobi odmrla debla in s tem pomembno sodeluje pri obnavljanju gozda. Dupla, ki jih naredi med iskanjem hrane, pa koristno uporabijo druge živali, da se skrijejo pred plenilci, kot denimo polh, navadni zvonec, gozdni brglez idr.
To pa večkrat izkoristijo tudi druge ptice, ki gnezdijo v duplih. Ko pride končno do gnezditve, oba starša skrbita za mladiče, ki sicer zelo hitro rastejo.